# Вила (Арецо)
Вила је насеље у Италији у округу Арецо, региону Тоскана.
Према процени из 2011. у насељу је живело 105 становника. Насеље се налази на надморској висини од 808 м.